# Заколдованная невеста
«Заколдованная невеста» (англ. loathly lady) — архетип, который часто проявляется в средневековой литературе; в мифологии, особенно германской и кельтской, и встречается в фольклоре по всему миру. «Заколдованная невеста» — это женщина, кажущаяся внешне безобразной. Она предлагает мужчине поцеловать её или жениться на ней, и когда тот соглашается, её внешний вид преображается в прекрасный. Как правило, в дальнейшем выясняется, что её безобразие являлось результатом проклятия, которое отныне разрушено любовью.
Вариации этой истории рассказываются о ранних верховных королях Ирландии Лугайде Лайгде и Конне Ста Битв, потом возникают в легендах артуровского цикла («Сэр Гавейн и леди Рагнелл», истории о Персивале и Святом Граале). Одна из версий представлена в рассказе батской ткачихи из «Кентерберийских рассказов» Джеффри Чосера. Примером в русском фольклоре может служить Царевна-лягушка.
Моцарт использует эту тему в «Волшебной флейте»: болтливый Папагено подвергается испытанию молчанием, которое проваливает. В наказанье за это ему является безобразная старуха, называя его своим возлюбленным и Папагено предоставляется выбор — либо остаться в неволе, либо жениться на явившейся ему старухе. Но само восприятие Папагено изменяется под влиянием вина или желания, заставляя его видеть красоту, а не уродство. Папагено выбирает женитьбу, и в награду за это старуха превращается в молодую, красивую девушку, которая тут же исчезает, так как Папагено пока не заслужил её руки, не выдержав всех испытаний.
Данный архетип не обойдён вниманием также и в литературе фэнтези, одним из последних примеров является роман «Ходячий замок» британской писательницы Дианы Уинн Джонс, по мотивам которого японским режиссёром Хаяо Миядзаки в 2004 году создан анимационный фильм.
Встречаются и сказки с инвертированными гендерными ролями, где заколдованным оказывается жених: «Красавица и чудовище», «Аленький цветочек», «Король-лягушонок».